# Choix
Pour la revue, voir Choix (revue).
Pour les articles ayant des titres homophones, voir Choa et Shoah.

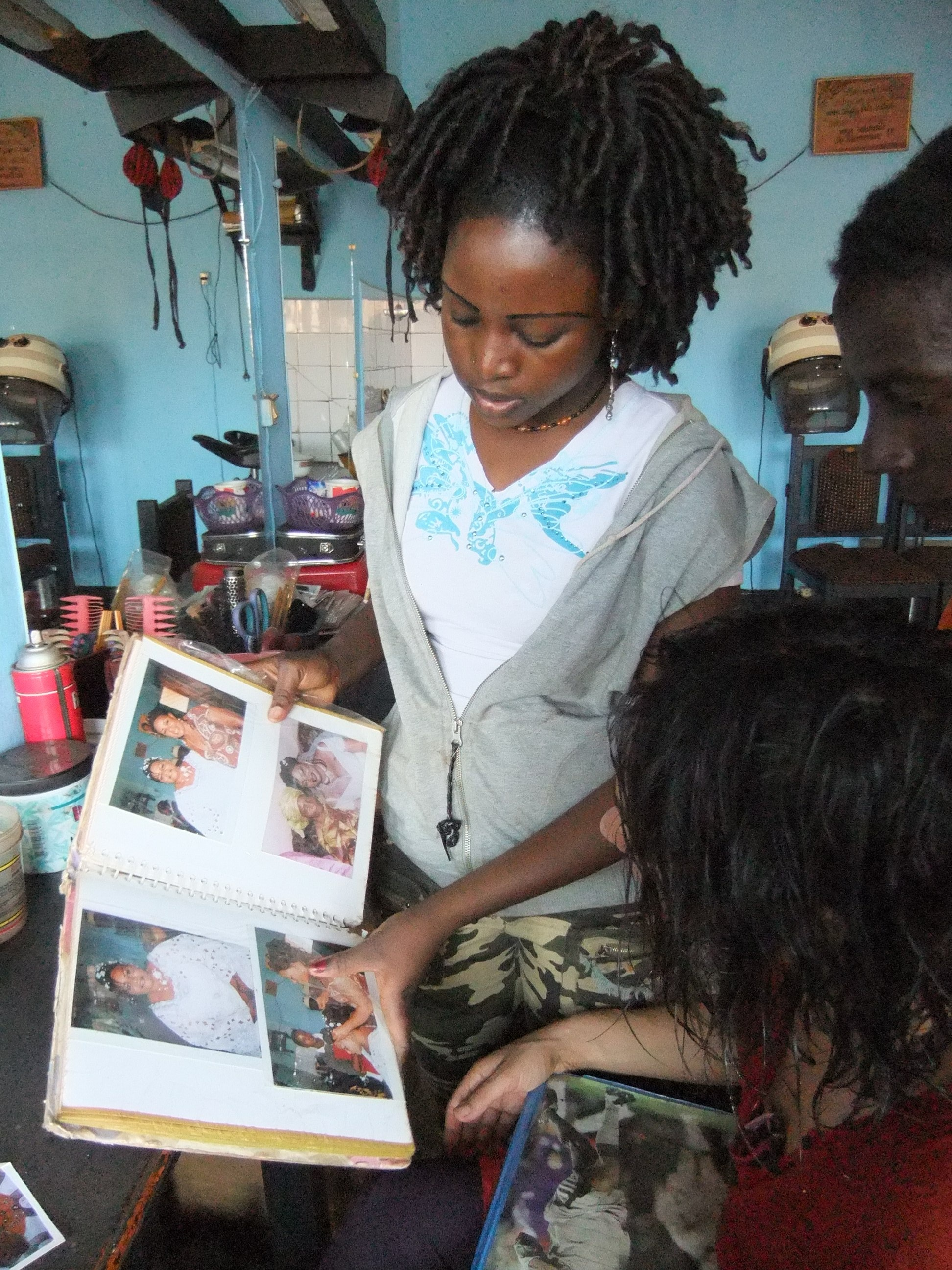
Choix d'un modèle de coiffure dans un album.

Un choix résulte de la décision d'un individu ou d'un groupe confronté à une situation ou à un système offrant une ou plusieurs options. Le terme « choix » pouvant désigner le processus par lequel cette opération est menée à bien et/ou le résultat de ladite opération.

## Philosophie
En philosophie, la question de savoir si un individu effectue des choix librement ou est déterminé renvoie au problème de l'existence ou non du libre arbitre.

## Théorie des automates
En théorie des automates, une machine pouvant effectuer un choix, généralement parmi un nombre fini de solutions, est appelée automate non déterministe. Les capacités de calcul des automates finis sont les mêmes que celles des automates déterministes.

## Mathématiques
En mathématiques, le choix simultané d'une infinité d'objets n'est en général pas constructif et sa possibilité repose sur un axiome particulier appelé axiome du choix. Il est généralement accepté sauf par le courant philosophique appelé constructivisme.

## Économétrie
En économétrie et en analyse de la demande, la modélisation du choix tente de comprendre et de reproduire le processus de décision d'un individu ou d'un segment de la population dans un contexte particulier. Les modèles de choix discrets permettent par exemple d'évaluer la valeur des biens non marchands, en particulier environnementaux, tels qu'un paysage. La modélisation du choix est particulièrement adaptée pour estimer la volonté de payer des consommateurs. Daniel McFadden a reçu le Prix de la Banque de Suède en sciences économiques en mémoire d'Alfred Nobel pour ses travaux sur la théorie de la modélisation du choix.